# Амин, Нурул
Нурул Амин (бенг. নূরুল আমীন, урду نورالامین‎; 15 июля 1893 — 2 октября 1974) — политический деятель Бенгалии.

## Биография
В 1946 году, когда Хусейн Сухраварди пришёл к власти и стал главой правительства Бенгалии, Нурул Амин был избран спикером Ассамблеи Бенгалии.
После образования государства Пакистан, Нурул Амин вступил в партию Пакистанская мусульманская лига. Он занимал пост главы правительства Восточного Пакистана с сентября 1948 года по 1952 год. Этот период характеризуется устойчивой политической стабильностью государства.
После того как он покинул Мусульманскую лигу, основал свою собственную партию — Пакистанская демократическая партия. Во время всеобщих выборов, состоявшихся 7 декабря 1970 года, Авами Лиг одержала убедительную победу заняв 160 мест из 162 возможных. Нурул Амин выиграл одно из двух оставшихся мест.
Нурул Амин был патриотом и не желал распада Пакистана. Он был сильно удручён когда наблюдал, как Яхья Хан, вместе с другими генералами, подписал акт капитуляции и признал независимость Бангладеш.
По просьбе Зульфикара Али Бхутто генерал Яхья Хан назначил Нурула Амина премьер-министром Пакистана на короткий срок с 7 декабря по 20 декабря 1971 года. Скончался 2 октября 1974 года в Равалпинди.